# Camilo Nogueira Martínez
Camilo Nogueira Martínez (Lavadores, Galicia, 22 de julio de 1904 - ibídem, 2 de marzo de 1982) fue un escultor y político gallego.

## Biografía y obra
Estudió en la Escuela Municipal de Artes e Oficios de Vigo, donde luego sería profesor de alumnos como Xoán Piñeiro Nogueira o Silverio Rivas. Fue becado por la Diputación Provincial de Pontevedra para matricularse en la Real Academia de Bellas Artes de San Fernando de Madrid.
En su creación se distinguen tres etapas. En la primera, antes de la Guerra Civil, Nogueira, de familia de carpinteros, trabajaba la madera. Obras de esta etapa se encuentran en el Museo de Pontevedra. De la segunda etapa, también en madera, especialmente acacia australiana, fresno y boje, hay obras en el Museo Quiñones de León, en el Pazo de Castrelos de Vigo. En la tercera etapa empleó el barro y la piedra. Varias obras de esta etapa están distribuidas por las calles de Vigo. Por ejemplo el mural de la estación marítima (1955), Pescantina e Mariñeiros portando o escudo da cidade de Vigo (1969) en la Fortaleza del Castro, O forxador y O mariñeiro de la Plaza de Compostela o el Monumento ó emigrante (1971) de la Plaza de América.
Casado con la modista Teresa Román, fue padre del político Camilo Nogueira Román. Fue dirigente local del Partido Galeguista. El ayuntamiento de Vigo le dedicó la Calle Escultor Nogueira.
|                                                              |
| Pescantina e Mariñeiros portando o escudo da cidade de Vigo. |

|                                               |
| Despedida, Alameda de la Plaza de Compostela. |

|                                              |
| Alborada, Alameda de la Plaza de Compostela. |

|                                                                       |
| Epitafio de La muerte acecha tras la doncella, cementerio de Pereiró. |